# Куп Кариба 1997.
Куп Кариба 1997. (познат као Shell/Umbro Caribbean Cup−Шел/Умбро Куп Кариба због спонзорства ) било је девето издање Купа Кариба, основано од стране ФСК, једне од КОНКАКАФ зона. Домаћин финалног дела турнира су били Антигва и Барбуда и Сент Китс и Невис. Финални део такмичења одржано је од 24. маја до 7. јуна и три тима из квалификација су се придружило домаћинима и  шампиону, који су се аутоматски пласирали, тако да је у финалном делу играло шест репрезентација. У квалификацијама је учествовало укупно 20. репрезентација, са домаћинима и шампионом који су се аутоматски пласирали у финални део, укупно је учествовало 23 карипских репрезентација.
У финалном делу је одиграно 10 утакмица и постигнуто 30 голова. У квалификацијама је одиграно 20 утакмица и постигнут 81 гол.

## Квалификације

### Прва фаза
Квалификације су одигране у два кола. Победници група морали су да играју једни против других у другом колу. Пошто је постојало пет група, једна репрезентација није морала да игра друго коло. Победници сваке групе ушле су  у плеј-оф квалификација. 

#### Група 1
| Репрезентација           | Ута. | Поб. | Нер. | Изг. | ГД | ГП | ГРаз. | Бод. |
| ------------------------ | ---- | ---- | ---- | ---- | -- | -- | ----- | ---- |
| Мартиник                 | 2    | 2    | 0    | 0    | 8  | 1  | +7    | 6    |
| Света Луција             | 2    | 1    | 0    | 1    | 3  | 3  | 0     | 3    |
| Сент Винсент и Гренадини | 2    | 0    | 0    | 2    | 3  | 10 | –7    | 0    |

| [[Фудбалска репрезентација Мартиника {{{altlink2}}}\|Мартиник]] | 1:0 | Света Луција |
| --------------------------------------------------------------- | --- | ------------ |
|                                                                 |     |              |

| Света Луција | 3:2 | Сент Винсент и Гренадини |
| ------------ | --- | ------------------------ |
|              |     |                          |

| [[Фудбалска репрезентација Мартиника {{{altlink2}}}\|Мартиник]] | 7:1 | Сент Винсент и Гренадини |
| --------------------------------------------------------------- | --- | ------------------------ |
|                                                                 |     | Кертис Џозеф 54’         |

#### Група 2
| Јамајка          | 1:0 | Бермуди |
| ---------------- | --- | ------- |
| Енди Вилијамс 6’ |     |         |

| Јамајка                                                 | 3:2 | Бермуди                             |
| ------------------------------------------------------- | --- | ----------------------------------- |
| Линвал Диксон] 35’ · Стефан Малколм 43’ · Дин Севел 62’ |     | Асенто Расел 51’ · Дерон Симонс 74’ |

- Кајманска Острва и  Порторико су одустале од такмичења

#### Група 3
Прва рунда
- Обе утакмице су игране у Џорџтаун, Гвајана

| Гвајана        | 2:0 | Француска Гвајана |
| -------------- | --- | ----------------- |
| Ентони Стентон |     |                   |

| Француска Гвајана | 2:2 | Гвајана        |
| ----------------- | --- | -------------- |
| ?                 |     | Ентони Стентон |

Друга рунда
- Тринидад и Тобаго су такође играле утакмице али пошто су као домаћини већ обезбедиле учешће у финалу, мечеви су се рачунали као пријазељски.

| Репрезентација | Ута. | Поб. | Нер. | Изг. | ГД | ГП | ГРаз. | Бод. |
| -------------- | ---- | ---- | ---- | ---- | -- | -- | ----- | ---- |
| Гренада        | 2    | 1    | 1    | 0    | 6  | 2  | +4    | 4    |
| Барбадос       | 2    | 1    | 1    | 0    | 3  | 1  | +2    | 4    |
| Гвајана        | 2    | 0    | 0    | 2    | 1  | 7  | –6    | 0    |

| Барбадос       | 1:1 | Гренада   |
| -------------- | --- | --------- |
| Ерик Лавин 22’ |     | Џозеф 89’ |

| Гренада                                                                            | 5:1 | Гвајана    |
| ---------------------------------------------------------------------------------- | --- | ---------- |
| Рики Чарлс 19’ · Роберт Секлестин 51’ · Френклин Дрејтон 61’ · Патрик Модест 89’ · |     | Андре Троц |

| Гвајана | 0:2 | Барбадос                             |
| ------- | --- | ------------------------------------ |
|         |     | Ерик Лавин 40’ · Џери Александер 52’ |

### Група 4
| Репрезентација              | Ута. | Поб. | Нер. | Изг. | ГД | ГП | ГРаз. | Бод. |
| --------------------------- | ---- | ---- | ---- | ---- | -- | -- | ----- | ---- |
| Доминика                    | 3    | 3    | 0    | 0    | 12 | 1  | +11   | 9    |
| Свети Мартин Хол.           | 3    | 2    | 0    | 1    | 6  | 3  | +3    | 6    |
| Британска Девичанска Острва | 3    | 1    | 0    | 2    | 7  | 10 | –3    | 3    |
| Ангвила                     | 3    | 0    | 0    | 3    | 1  | 12 | –11   | 0    |

| Свети Мартин Хол. | 3:0 | Ангвила |
| ----------------- | --- | ------- |
|                   |     |         |

| Доминика | 6:1 | Британска Девичанска Острва |
| -------- | --- | --------------------------- |
|          |     |                             |

| Британска Девичанска Острва | 4:1 | Ангвила |
| --------------------------- | --- | ------- |
|                             |     |         |

| Доминика | 1:0 | Свети Мартин Хол. |
| -------- | --- | ----------------- |
|          |     |                   |

| Свети Мартин Хол. | 3:2 | Британска Девичанска Острва |
| ----------------- | --- | --------------------------- |
|                   |     |                             |

| Доминика | 5:0 | Ангвила |
| -------- | --- | ------- |
|          |     |         |

#### Група 5
Хаити и  Доминиканска Република су одустали.
| Аруба | 2:1 | Холандски Антили |
| ----- | --- | ---------------- |
|       |     |                  |

Узвратна утакмица није одиграна.

### Квалификациони плејоф
| Доминика | 1:2 | Мартиник |
| -------- | --- | -------- |
|          |     |          |

| [[Фудбалска репрезентација Мартиника {{{altlink2}}}\|Мартиник]] | 7:0 | Доминика |
| --------------------------------------------------------------- | --- | -------- |
|                                                                 |     |          |

| Аруба | 0:6 | Јамајка                              |
| ----- | --- | ------------------------------------ |
|       |     | Теодор Витмор · Пол Јанг · Дин Севел |

Узвратна утакмица није одиграна.
- Гренада се квалификовала без одигране утакмице.
- Репрезентације који су се квалификовале:  Тринидад и Тобаго (шампион),  Антигва и Барбуда (домаћин),  Сент Китс и Невис (домаћин),  Јамајка,  Мартиник и  Гренада

## Финалисти
| Репрезентација    | Квалификација  | Број учешћа | Досадашњи успеси |
| ----------------- | -------------- | ----------- | ---------------- |
| Тринидад и Тобаго | шампион 1996.  | 9           | победник         |
| Антигва и Барбуда | домаћин        | 3           | групна фаза      |
| Сент Китс и Невис | домаћин        | 3           | четврти          |
| Гренада           | поз. 1 Група 3 | 3           | други            |
| Мартиник          | плејоф         | 7           | победник         |
| Јамајка           | плејоф         | 6           | победник         |

## Завршни турнир

### Група А
| Репрезентација    | Ута. | Поб. | Нер. | Изг. | ГД | ГП | ГР | Бод. |
| ----------------- | ---- | ---- | ---- | ---- | -- | -- | -- | ---- |
| Гренада           | 2    | 1    | 1    | 0    | 4  | 2  | +2 | 4    |
| Јамајка           | 2    | 1    | 1    | 0    | 3  | 1  | +2 | 4    |
| Антигва и Барбуда | 2    | 0    | 0    | 2    | 1  | 5  | –4 | 0    |

| Гренада       | 1:1 | Јамајка     |
| ------------- | --- | ----------- |
| Рики Чарлс 6’ |     | Пол Хол 85’ |

| Антигва и Барбуда | 1:3 | Гренада              |
| ----------------- | --- | -------------------- |
| Дерик Едварда 22’ |     | Диња · Патрик Модест |

| Антигва и Барбуда | 0:2 | Јамајка                                |
| ----------------- | --- | -------------------------------------- |
|                   |     | Фицрој Симпсон 26’ · Теодор Витмор 87’ |

### Група Б
| Репрезентација    | Ута. | Поб. | Нер. | Изг. | ГД | ГП | ГР | Бод. |
| ----------------- | ---- | ---- | ---- | ---- | -- | -- | -- | ---- |
| Тринидад и Тобаго | 2    | 1    | 0    | 1    | 4  | 2  | +2 | 3    |
| Сент Китс и Невис | 2    | 1    | 0    | 1    | 2  | 3  | –1 | 3    |
| Мартиник          | 2    | 1    | 0    | 1    | 2  | 3  | –1 | 3    |

| [[Фудбалска репрезентација Мартиника {{{altlink2}}}\|Мартиник]] | 2:1 | Тринидад и Тобаго |
| --------------------------------------------------------------- | --- | ----------------- |
| 17’ (пен.) · Монден 87’                                         |     | Давид Нахид 7’    |

| [[Фудбалска репрезентација Мартиника {{{altlink2}}}\|Мартиник]] | 0:2 | Сент Китс и Невис |
| --------------------------------------------------------------- | --- | ----------------- |
|                                                                 |     | Гол · Гол         |

| Сент Китс и Невис | 0:3 | Тринидад и Тобаго                      |
| ----------------- | --- | -------------------------------------- |
|                   |     | Џарен Никсон 6’, 44’ · Давид Нахин 26’ |

### Полуфинале
| Тринидад и Тобаго  | 1:1 (п. с. н.) | Јамајка           |
| ------------------ | -------------- | ----------------- |
| Марвин Ендрјус 65’ |                | Теодор Витмор 23’ |
| Пенали             |                |                   |
|                    | 4:2            |                   |

| Сент Китс и Невис          | 2:1 (п. с. н.) | Гренада           |
| -------------------------- | -------------- | ----------------- |
| Кит Гамбс 86’, 107’ (пен.) |                | Патрик Модест 51’ |

### Утакмица за треће место
| Јамајка                                             | 4:1 | Гренада         |
| --------------------------------------------------- | --- | --------------- |
| Пол Хал 5’, 20’ · Рикардо Гарднер 7’ · Пол Јанг 85’ |     | Еверет Ватс 13’ |

### Финале
| Тринидад и Тобаго                                             | 4:0 | Сент Китс и Невис |
| ------------------------------------------------------------- | --- | ----------------- |
| Џерен Никсон 2’ · Марвин Ендрјус 28’ · Питер Проспер 46’, 65’ |     |                   |

| Најбољи играч | Победник Купа Кариба 1997. Тринидад и Тобаго 6° титула | Најбољи стрелац Џерен Никсон (6. голова) |